# Ryderwood
Ryderwood az Amerikai Egyesült Államok északnyugati részén, Washington állam Cowlitz megyéjében elhelyezkedő statisztikai település. A 2010. évi népszámlálási adatok alapján 395 lakosa van.
A települést a Senior Estates vásárolta meg nyugdíjasok lakhatásának biztosítására.

## Fordítás
- Ez a szócikk részben vagy egészben  a   Ryderwood, Washington című angol Wikipédia-szócikk ezen változatának fordításán alapul.  Az eredeti cikk szerkesztőit annak laptörténete sorolja fel. Ez a jelzés csupán a megfogalmazás eredetét és a szerzői jogokat jelzi, nem szolgál a cikkben szereplő információk forrásmegjelöléseként.